# United Sweet Soul
United Sweet Soul（ユナイテッド・スイート・ソウル）とは、R&B、ソウル、ジャズのエッセンスをメインに焦点を当てた日本発祥のインディーズ・レーベル。2009年にトラックメイカーのJazzie Jamにより設立。日々「本物でお洒落」な新しいSweet Soulを追求している。

## 主なアーティスト（現在）
- Amy
- Cocoa Essence
- Jazzie Jam
- Laura+J.J
- ササキ クニエ
- PJT of Usagi[1]
- Masako Sonido

## 主なアーティスト（過去）
- Yuki Rhodes[2]